# Obchodní jméno
Obchodní jméno byl dříve název, pod kterým podnikatel provozoval svou podnikatelskou činnost. Obchodním jménem fyzických osob bylo jejich jméno a příjmení, přičemž mohlo obsahovat odlišující dodatek (např. „Petr Novák – grafik“), a u právnických osob šlo o název, pod kterým byly zapsány do obchodního rejstříku, včetně povinného dodatku označujícího jejich právní formu (např. „Grafické služby Praha s. r. o.“). U právnických osob nezapisovaných do obchodního rejstříku byl obchodním jménem název, pod kterým byly zřízeny.
Takto to platilo podle ustanovení § 8 a 9 obchodního zákoníku až do konce roku 2000 (nabytí účinnosti novelizačního zákona č. 370/2000 Sb.), kdy bylo obchodní jméno u podnikatelů zapsaných v obchodním rejstříku nahrazeno obchodní firmou. To se nezměnilo ani po roce 2014, kdy danou problematiku začal upravovat nový občanský zákoník. Podle něj platí, že jménem podnikatele zapsaného v obchodním rejstříku je obchodní firma a podnikatel bez obchodní firmy jedná pod svým vlastním jménem (§ 422 a 423 OZ), což je u právnických osob název (§ 132 OZ) a u fyzických osob osobní jméno a příjmení (§ 77 OZ).